# Daallo Airlines Flight 159
Daallo Airlines Flight 159 (eller SX-BHS) var en Airbus A321-111 som flög mellan Aden Adde International Airport, Mogadishu, Somalia till Djibouti den 2 februari 2016. Bara några minuter in i flygningen exploderade en bomb nära vingen, vilket orsakade ett stort hål i väggen. Terroristen, som tog med bomben, sögs ut genom hålet och föll ner i byn Dhiiqaaley och dog. Två andra passagerare skadades i olyckan. Flygplanet nödlandade och alla passagerare lämnade planet i säkerhet.